# Lindsaea cambodgensis
Lindsaea cambodgensis är en ormbunkeart som beskrevs av Christ. Lindsaea cambodgensis ingår i släktet Lindsaea och familjen Lindsaeaceae. Inga underarter finns listade.